# TV5 (mạng truyền hình Philippines)
TV5 (còn được gọi là 5 và trước đây gọi là ABC) là mạng truyền hình và đài phát thanh miễn phí của Philippines có trụ sở tại Mandaluyong, với các studio thay thế nằm ở Novaliches, Thành phố Quezon. Nó là tài sản hàng đầu của TV5 Network, Inc., thuộc sở hữu của MediaQuest Holdings, chi nhánh đa phương tiện của công ty viễn thông PLDT. TV5 cũng chính thức được gọi là "Mạng Kapatid", thuật ngữ tiếng Philipin có nghĩa là "anh chị em", được giới thiệu vào năm 2010.
TV5 được đặt tên theo trạm hàng đầu của nó ở Metro Manila, DWET-TV, được thực hiện trong VHF Kênh 5 (phát sóng tương tự), Kênh 18 UHF (phát sóng kỹ thuật số) và Kênh 51 UHF (phát sóng thử nghiệm kỹ thuật số; kênh sau được cấp phép cho chị em của TV5 công ty Mediascape/Cignal TV). TV5 cũng phát sóng tới bảy đài do sở hữu và điều hành khác, chín đài truyền hình liên kết, cũng như trên tất cả các nhà cung cấp truyền hình cáp và vệ tinh trên toàn quốc. Chương trình của nó cũng có sẵn bên ngoài Philippines thông qua Kapatid Channel và AksyonTV International.

## Phát sóng quốc tế
Các chương trình TV5 được xem trên toàn thế giới qua Kapatid Channel và hiện có sẵn ở Guam, Trung Đông, Bắc Phi, Châu Âu, Canada và Hoa Kỳ.